# Bernardino Brambila
Bernardino Brambila Moya (San Marcos, Jalisco, 20 de agosto de 1950-Teziutlán, Puebla, 14 de mayo de 2011) fue un futbolista mexicano que jugaba de delantero.

## Selección nacional
Formó parte del plantel campeón de la selección de México en el Campeonato de Naciones de la Concacaf de Trinidad y Tobago 1971, pero no jugó ningún partido.

### Participaciones en Campeonatos Concacaf
| Copa                                          | Sede              | Resultado | Part. | Goles |
| --------------------------------------------- | ----------------- | --------- | ----- | ----- |
| Campeonato de Naciones de la Concacaf de 1971 | Trinidad y Tobago | Campeón   | 0     | 0     |

## Clubes
| Club             | País   | Año       |
| ---------------- | ------ | --------- |
| Oro              | México | 1968-1970 |
| Jalisco          | México | 1970-1971 |
| Puebla           | México | 1971-1974 |
| Atlético Español | México | 1974-1975 |
| Puebla           | México | 1975-1976 |

## Palmarés

### Títulos internacionales
| Título                                | Equipo | Sede          | Año  |
| ------------------------------------- | ------ | ------------- | ---- |
| Campeonato de Naciones de la Concacaf | México | Puerto España | 1971 |